# Фуді альдабранський
Фу́ді альдабранський (Foudia aldabrana) — вид горобцеподібних птахів ткачикових (Ploceidae). Ендемік Сейшельських Островів. Раніше вважався підвидом коморського фуді, однак був визнаний окремим видом.

## Поширення і екологія
Альдабранські фуді є ендеміками атола Альдабра. Вони живуть в чагарникових і мангрових заростях, казуаринових лісах і кокосових гаях. Зустрічаються зграйками. Живляться комахами, павуками, насінням трав і казуарин, нектаром, плодами і квітками. Альдабранські фуді є моногамними, територіальними птахами, гніздяться на деревах, зокрема на кокосових пальмах, та в чагарниках. В кладці 2-3 яйця, інкубаційний період триває 13-16 днів, пташегнята покидають гніздо через 15-18 днів після вилуплення. Насиджує лише самиця, за пташенятами доглядають і самиці, і самці.

## Збереження
МСОП класифікує цей вид як такий, що перебуває під загрозою зникнення. За оцінками дослідників, популяція альдабранських фуді становить від 2000 до 6000 птахів. Їм загрожує хижацтво з боку інтродукованих щурів Rattus rattus та інших хижаків, які знищують до 48% пташенят і 81% яєць, а також втрата генетичної унікальності через активну гібридизацію з інтродукованими червоними фуді і зміни клімату.